# Hiroyuki Sugimoto
Hiroyuki Sugimoto (杉本 裕之 Sugimoto Hiroyuki?), född 6 oktober 1986 i Saitama prefektur, är en japansk före detta fotbollsspelare.
Sugimoto började sin karriär 2009 i Thespa Kusatsu. 2013 flyttade han till FC Gifu. Efter FC Gifu spelade han för TTM Customs FC och Chamchuri United FC. Han avslutade karriären 2018.